# Добридень Федір Михайлович
Федір Михайлович Добридень (нар. 1902, місто Бірзула Херсонської губернії, тепер місто Подільськ Одеської області — ?) — український радянський діяч, голова виконавчого комітету Ситковецької районної ради депутатів трудящих Вінницької області. Депутат Верховної Ради УРСР 2-го скликання.

## Життєпис
Народився у родині робітника-залізничника. Закінчив два класи залізничної школи. З 1917 року — наймит у заможних селян; вантажник та ремонтний робітник на станціях Бірзула і Рудниця.
З 1927 року — голова виконавчого комітету Рудницької сільської ради депутатів трудящих на Вінниччині.
Член ВКП(б) з 1931 року.
Потім — голова колгоспу; завідувач районного земельного відділу у Вінницькій області.
З липня 1941 року — в Червоній армії на політичній роботі, учасник німецько-радянської війни. Служив відповідальним секретарем партійного бюро, заступником командира із політичної частини 212-го запасного стрілецького полку Південного і Північно-Кавказького фронтів.
З грудня 1945 року — голова виконавчого комітету Ситковецької районної ради депутатів трудящих Вінницької області.

## Звання
- капітан
- майор

## Нагороди
- орден «Знак Пошани» (23.01.1948)
- медаль «За бойові заслуги» (27.03.1943)
- медаль «За оборону Кавказу»
- медаль «За перемогу над Німеччиною у Великій Вітчизняній війні 1941—1945 рр.»
- медалі